# Louis Moréri

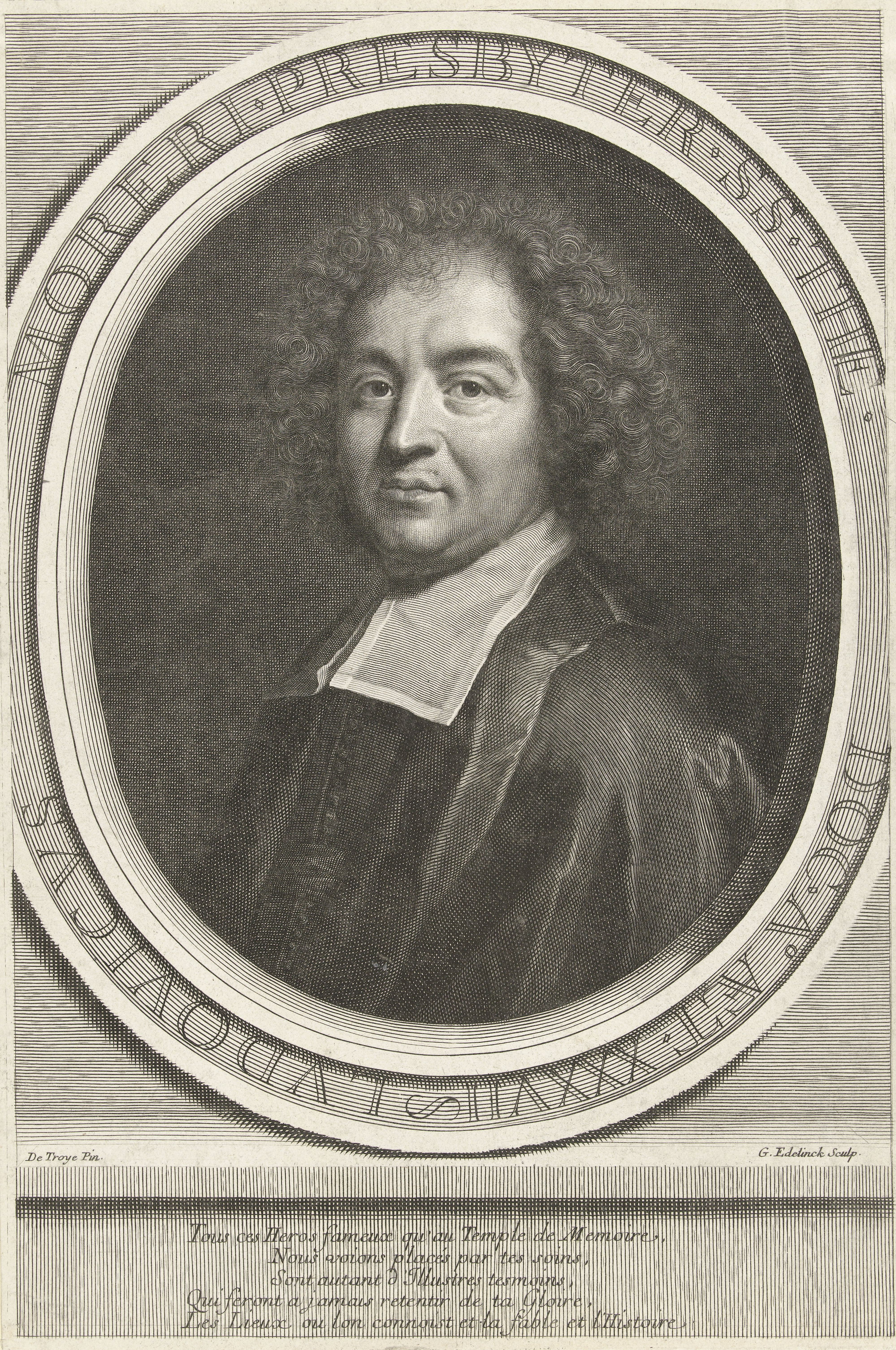
Louis Moréri (Frontispiz; Stich von Gérard Edelinck, 17. Jahrhundert)

Louis Moréri (* 25. März 1643 in Bargemon (Diözese : Fréjus); † 10. Juli 1680 in Paris) war ein französischer Enzyklopädist.

## Leben
Moréri studierte Geisteswissenschaften in Draguignan, später Rhetorik am Jesuitenkolleg von Aix-en-Provence. Danach studierte er Theologie in Lyon, wo er zum Priester ordiniert wurde.
Während dieser Zeit verfasste er verschiedene Schriften, darunter Pratique de la perfection chrétienne et religieuse (1667), die Übersetzung eines Textes von Alphonso Rodriguez (1532–1617) aus dem Spanischen. 
1673 wurde er durch Jean de Gaillard, den Bischof von Apt, zum Kaplan berufen; diesem widmete Moréri wohl auch deshalb die erste Ausgabe seiner Enzyklopädie Le grand Dictionnaire historique, ou mélange curieux de l'histoire sacrée et profane […] („Das Große historische Wörterbuch, oder »interessante Mischung« der geistlichen und weltlichen Geschichte […]“), die erstmals 1674 in Lyon erschien. 
1675 führte ihn das Prälat nach Paris, wo er Bekanntschaft mit Minister Simon Arnauld de Pomponne machte. Dieser beschäftigte ihn in seinem Büro, bis er 1678 zurücktreten musste. Moréri nahm danach seine Studien wieder auf, starb jedoch 1680 an Erschöpfung.

## Werk

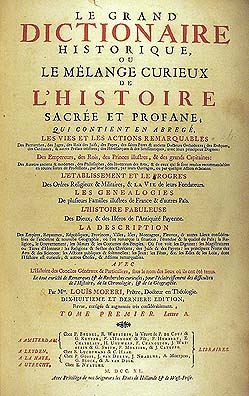
„Le grand Dictionnaire historique“, Ausgabe Amsterdam u. a., 1740

Sein Grand dictionaire historique, als Historisches Lexikon ein Vorläufer der Enzyklopädien, war 1674 ein einbändiges Werk. Nach Moreris Tod erschien 1681 die zweite, zweibändige, Ausgabe (Basel 1681). Bis 1759 erschien die Geschichte in mindestens 20 Ausgaben mit umfangreichen Bearbeitungen (zuletzt als 10-bändiges Werk) und auch Übersetzungen (Die deutsche Bearbeitung erschien 1709 als Allgemeines historisches Lexicon im Leipziger Verlag Thomas Frisch). Die Bedeutung Moréris liegt darin, dass sein Werk die Ära der nationalsprachlichen Lexika und Enzyklopädien einleitete.
Pierre Bayle, zu Moréris Lebzeiten einer seiner Kritiker und 1697 ebenfalls Herausgeber eines Lexikons, würdigte postum seine Arbeit:
Ich teile die Meinung des Horaz über diejenigen, die auf dem Weg vorangehen. Die ersten, die Enzyklopädien erstellten, begingen eine Vielzahl von Irrtümern, aber sie verdienen einen Ruhm, den ihre Nachfolger ihnen niemals missgönnen sollten. Moréri selbst hat viel Verwirrung gestiftet, aber jedem genützt, und vielen vieles und genug gegeben (aus dem Französischen).